# Décès en 1185
Décès
- 1181
- 1182
- 1183
- 1184
- 1185
- 1186
- 1187
- 1188
- 1189

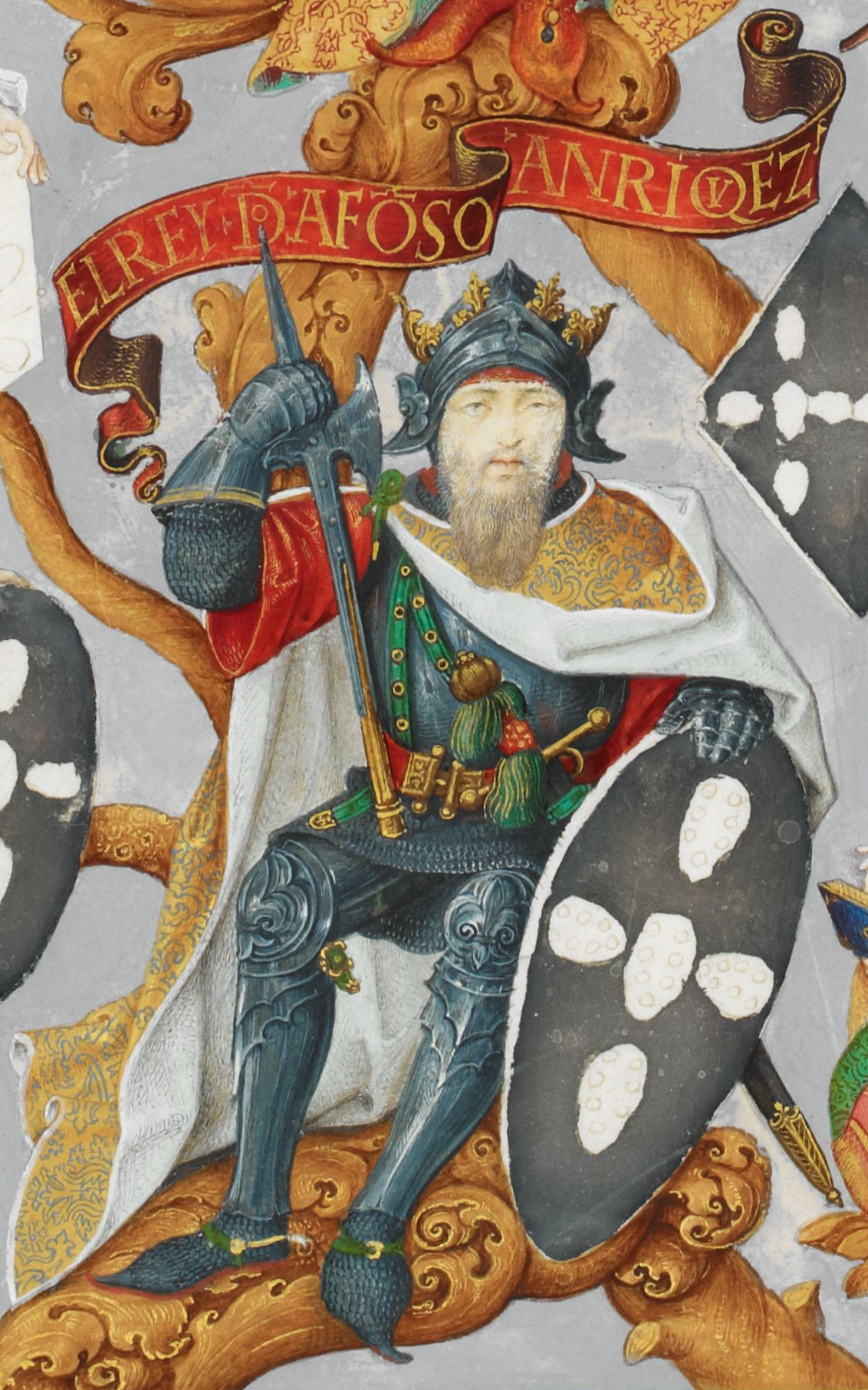
Alphonse Ier de Portugal, mort en 1185.

Cette page dresse une liste de personnalités mortes au cours de l'année 1185 :
- 16 mars : Baudouin IV de Jérusalem.
- 18 juin : Gosselin Ier de Schwerin, premier comte de Schwerin après la conquête du pays des Abodrites par Henri le Lion.
- 25 juillet : Ardutius de Faucigny, prélat catholique issu de la Maison de Faucigny devenu prince de Genève.
- 11 septembre : Étienne Hagiochristophoritès, principal ministre byzantin durant le règne de l'empereur Andronic Ier Comnène
- 12 septembre : Andronic Ier Comnène, empereur byzantin, massacré par la foule déchaînée.
- 6 décembre : Alphonse Ier de Portugal, comte puis premier roi de Portugal.

- Antoku, 81e empereur du Japon.
- Barisone II d'Arborée, Juge d'Arborée (italien.
- Bhāskara II, mathématicien et astronome indien (naissance 1114)[1].
- Guy d'Aoste, ecclésiastique savoyard, évêque d'Aoste
- Ibn Tufayl, philosophe et médecin arabe, auteur du Vivant fils du vigilant.

## Crédit d'auteurs
- Cet article est partiellement ou en totalité issu de l'article intitulé « 1185 » (voir la liste des auteurs).